# Yigael Yadin
Yigael Yadin (em hebraico:  יִגָּאֵל יָדִין) (20 de março de 1917 - 28 de junho de 1984) foi um soldado, arqueólogo e político israelense. Ele foi o segundo Chefe do Estado-Maior das Forças de Defesa de Israel e Vice-Primeiro Ministro de 1977 a 1981.

## Vida pregressa
Yigael Yadin, né Yigael Sukenik (em hebraico:  יגאל סוקניק), nasceu na Palestina Otomana, filho do arqueólogo Eleazar Sukenik e sua esposa Hasya Sukenik-Feinsold, uma professora e ativista dos direitos das mulheres. O ator israelense Yossi Yadin era seu irmão.

## Carreira militar
Ele se juntou ao Haganá aos 15 anos e serviu em diversas funções diferentes. Em 1946, ele deixou o Haganah após uma discussão com seu comandante, Yitzhak Sadeh, sobre a inclusão de uma metralhadora como parte do equipamento padrão do grupo de combate.
Em 1948, pouco antes do Estado de Israel declarar sua independência, Yadin interrompeu seus estudos universitários para retornar ao serviço ativo. Ele serviu como Chefe de Operações de Israel durante a Guerra Árabe-Israelense de 1948 e foi responsável por muitas das principais decisões tomadas durante o curso daquela guerra. Em abril, provavelmente sob a autorização de Ben-Gurion, ele supervisionou a operação secreta de guerra biológica, Cast Thy Bread, numa campanha concebida para envenenar os poços das aldeias palestinianas com bactérias e impedir o regresso dos despejados. Em junho de 1948, ele ameaçou renunciar durante a Revolta dos Generais, durante a qual acusou Ben-Gurion de tentar "transformar o exército como um todo em um exército de um partido político"; neste caso, o Mapai.

Yadin foi nomeado Chefe do Estado-Maior das FDI em 9 de novembro de 1949, após a renúncia de Yaakov Dori, e serviu nessa função por três anos. Ele renunciou em 7 de dezembro de 1952, devido a desentendimentos com o então primeiro-ministro e ministro da defesa, David Ben-Gurion, sobre cortes no orçamento militar, o qual ele argumentou que deveria ser de pelo menos um terço do orçamento nacional. Aos trinta e cinco anos, ele havia completado sua carreira militar e foi para a reserva.

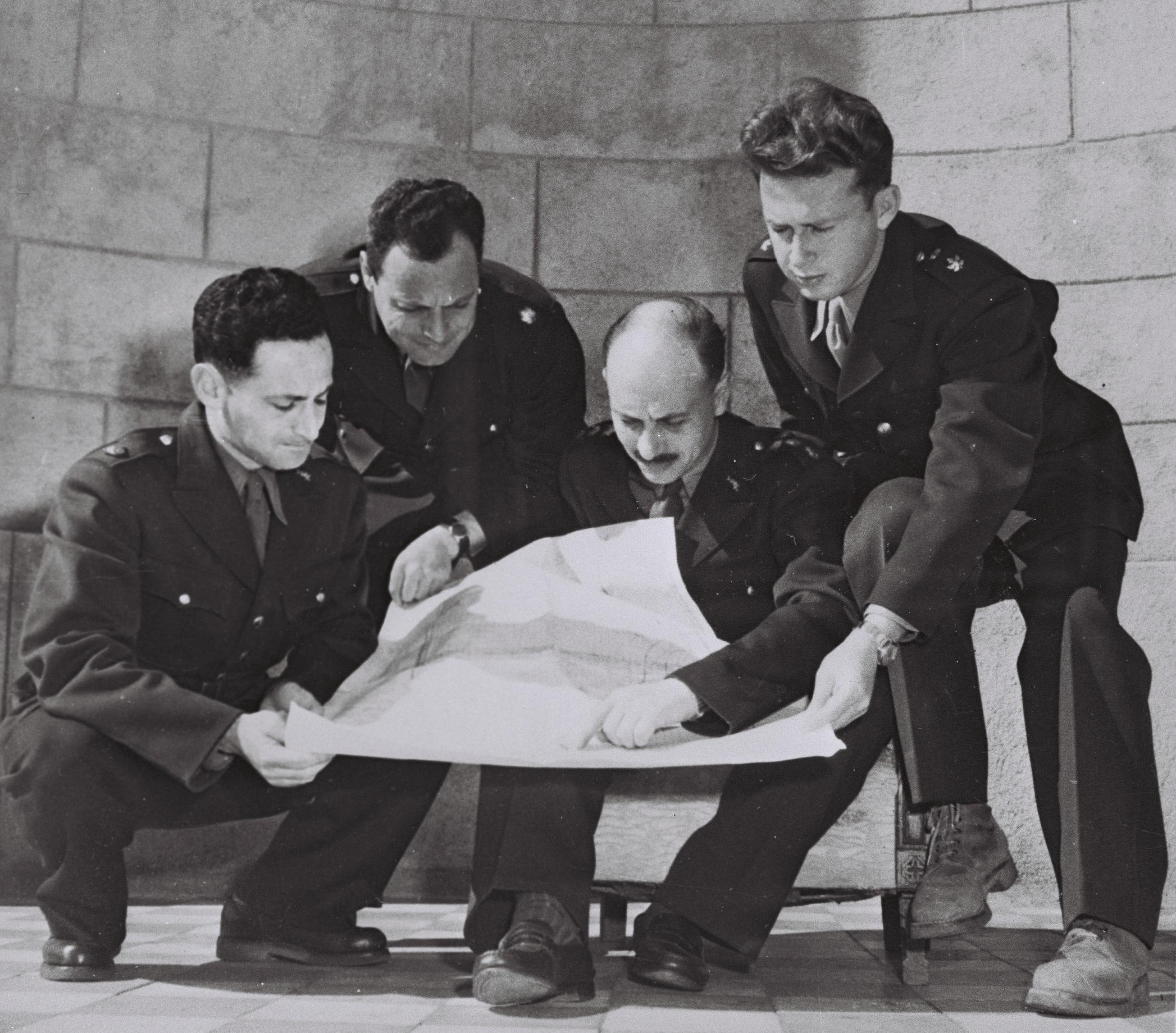
A delegação israelense nas negociações dos Acordos de Armistício de 1949. Da esquerda para a direita: Comandantes Yehoshafat Harkabi, Aryeh Simon, Yigael Yadin e Yitzhak Rabin.
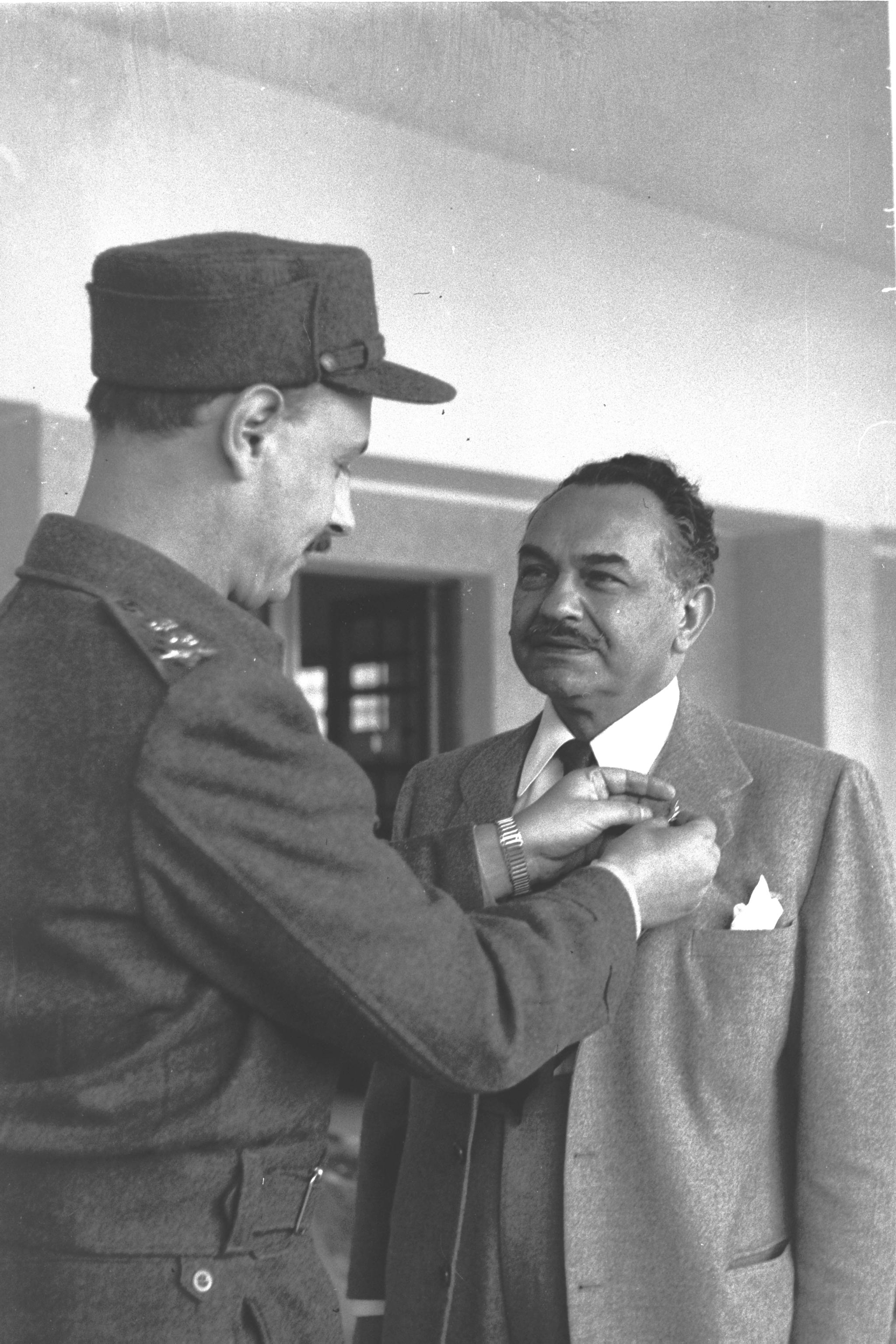
Chefe do Estado-Maior da FDI, Yigael Yadin, entregando uma condecoração ao ator Edward G. Robinson em 1950.
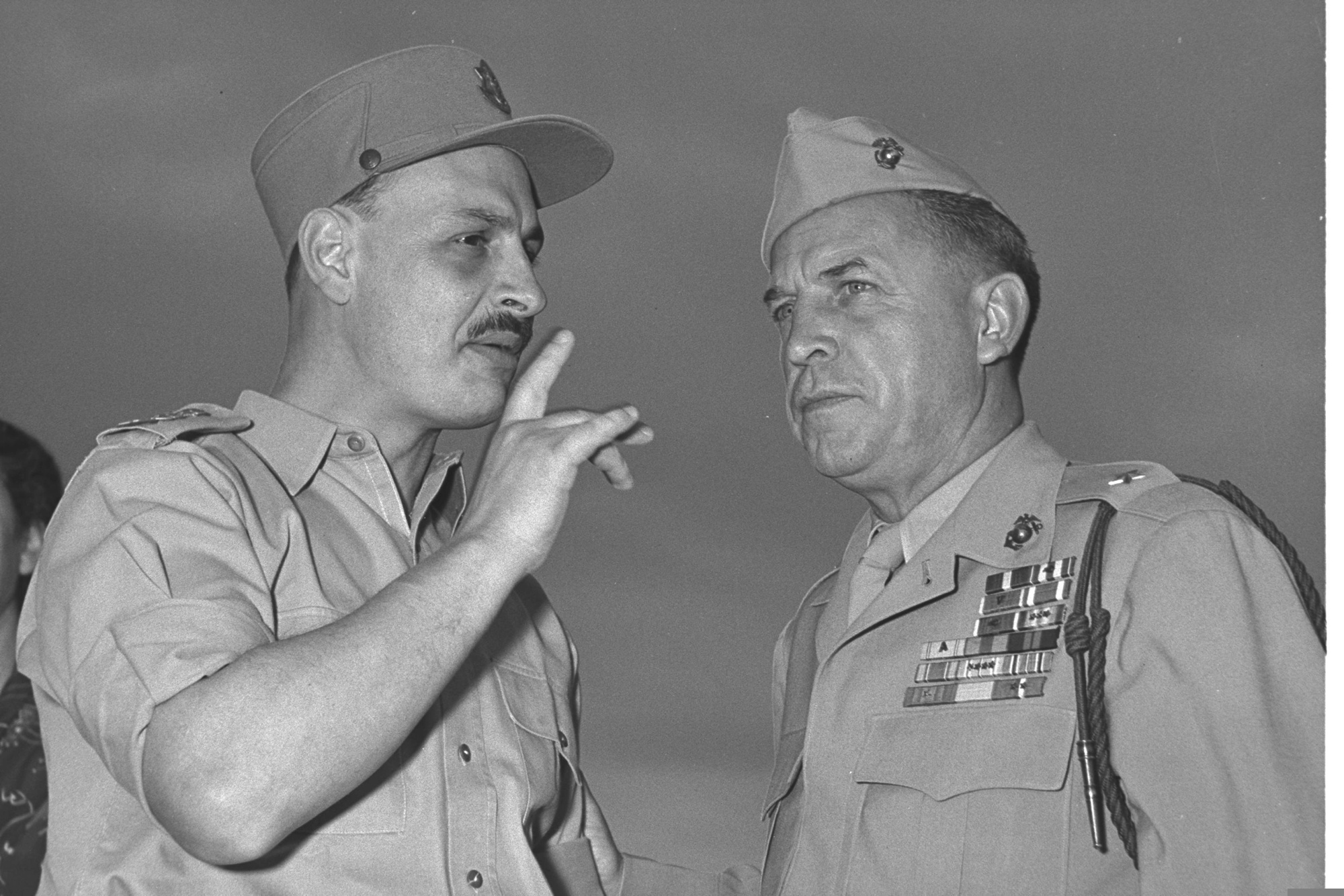
Yigal Yadin com o General Riley, Chefe do Estado-Maior da ONU na Área do Oriente Médio, em Jerusalém.

## Carreira em arqueologia

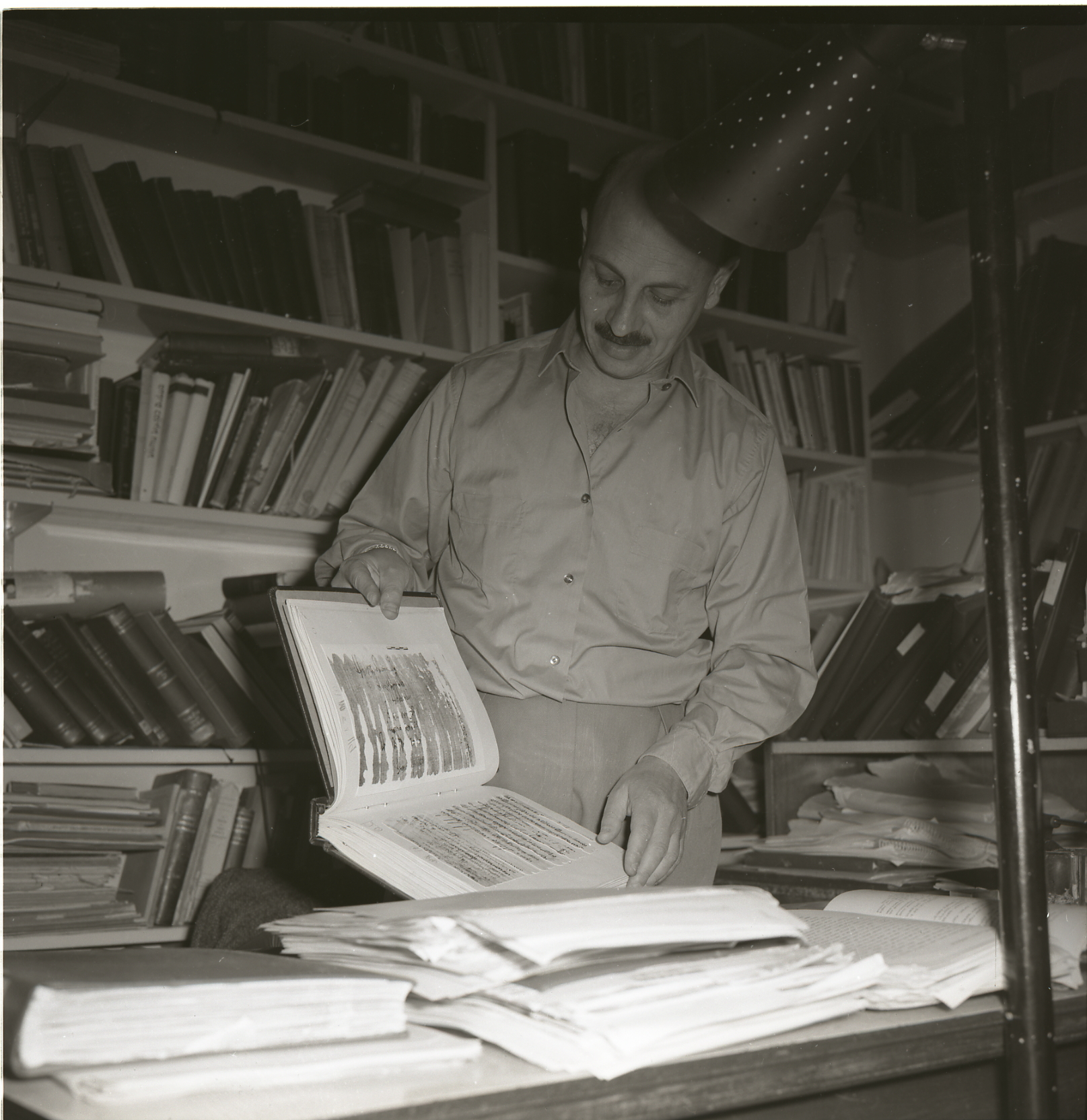
Yadin em 1963, foto de Boris Carmi

Após deixar o exército, ele se dedicou à pesquisa e iniciou seu trabalho de vida na arqueologia. Em 1956, recebeu o Prêmio Israel em estudos judaicos, por sua tese de doutorado sobre a tradução dos Manuscritos do Mar Morto. Seu pai havia comprado três dos sete pergaminhos descobertos em 1947 por um pastor de cabras beduíno, e ele havia comprado os outros quatro em Nova York em 1954.
Como arqueólogo, ele escavou alguns dos sítios mais importantes da região, incluindo as Cavernas de Qumran, Massada, Hazor, Tel Megido e cavernas no Deserto da Judeia, onde foram encontrados artefatos da revolta de Bar Kokhba. Em 1960, ele iniciou a exploração arqueológica acadêmica de cavernas ao sul de Ein Gedi, um empreendimento aprovado por Ben-Gurion, no qual as Forças de Defesa de Israel prestaram apoio considerável. Ele escreveu sobre a expedição e suas descobertas em seu livro de 1971, Bar-Kokhba: A redescoberta do lendário herói da Segunda Revolta Judaica contra Roma. Yadin considerou o Portão Salomônico em Tel Gezer o ponto alto de sua carreira. Às vezes, ele era forçado a lidar com o roubo de artefatos importantes, ocasionalmente por figuras políticas e militares proeminentes. Em um caso, onde os roubos foram comumente atribuídos ao famoso general caolho Moshe Dayan, ele comentou: "Eu sei quem fez isso, e não vou dizer quem é, mas se eu pegá-lo, vou arrancar o outro olho dele também."
Mesmo como arqueólogo, Yadin nunca abandonou completamente a vida pública. Na véspera da Guerra dos Seis Dias, ele serviu como conselheiro militar do primeiro-ministro Levi Eshkol e, após a Guerra do Yom Kippur, foi membro da Comissão Agranat que investigou as ações que levaram à guerra.

## Carreira política

Yigael e Carmella Yadin, 1949.

Em 1976, Yadin formou o Movimento Democrático pela Mudança, comumente conhecido pela sigla hebraica Dash, junto com o professor Amnon Rubinstein, Shmuel Tamir, Meir Amit, Meir Zorea e muitas outras figuras públicas proeminentes. O novo partido parecia ser uma solução ideal para muitos israelenses que estavam fartos da suposta corrupção no Alinhamento Trabalhista (o partido dominante em Israel desde sua fundação até então), que incluía o caso Yadlin, o suicídio do Ministro da Habitação Avraham Ofer e a conta ilegal em dólares de Leah Rabin nos Estados Unidos. Além disso, Dash foi uma resposta ao crescente sentimento de frustração e desespero após a guerra de 1973 e aos acontecimentos sociais e políticos que se seguiram. Muitas pessoas consideravam Yadin, um guerreiro e estudioso, o protótipo perfeito do israelense ideal, imaculado pela corrupção, e que poderia liderar o país por um novo caminho.
Nas eleições de 1977, que transformaram o cenário político israelense, o novo partido teve um desempenho notável em sua primeira tentativa de entrar no Knesset, conquistando 15 das 120 cadeiras. Como resultado da eleição, o líder do partido Likud, Menachem Begin, conseguiu inicialmente formar uma coalizão sem Dash (ou partidos à sua esquerda), reduzindo significativamente o poder de barganha do Dash. O Dash se juntaria à coalizão depois de alguns meses. Como novo vice-primeiro-ministro, Yadin desempenhou um papel fundamental em muitos eventos que ocorreram, particularmente nos contatos com o Egito, que eventualmente levaram à assinatura dos Acordos de Camp David e ao tratado de paz entre Israel e seu vizinho. No entanto, o próprio Dash provou ser um fracasso, e o partido se dividiu em várias facções dissidentes; Yadin se juntou ao Movimento Democrático, mas este também se dividiu e ele permaneceu como um MK independente pelo resto de seu mandato. Durante uma reunião de gabinete, em maio de 1981, enquanto ainda era vice-primeiro-ministro, ele acusou o chefe de gabinete Rafael Eitan de "mentir para o governo" e disse ao primeiro-ministro Begin: "Você perdeu o controle do estabelecimento de Defesa". Ele se aposentou da política em 1981.
Yadin foi casado com Carmela Ruppin - filha do Dr. Arthur Ruppin - que trabalhou com ele durante toda a sua carreira na tradução e edição de seus livros e com quem teve duas filhas, Orly e Littal. Ele morreu em 28 de junho de 1984 de um ataque cardíaco, e foi enterrado no cemitério militar no Monte Herzl, em Jerusalém.

## Obras publicadas

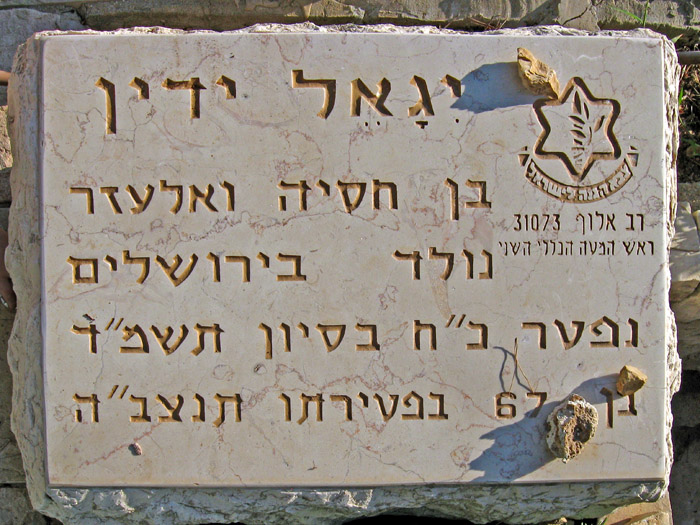
Lápide de Yigal Yedin na seção da Guerra do Líbano no Monte Herzl.

- Visões do mundo bíblico. Jerusalém: International Publishing Company Jm Ltd, 1959.
- A Arte da Guerra em Terras Bíblicas . Universidade McGraw-Hill, 1963.
- Massada: a fortaleza de Herodes e a última resistência dos zelotes. Nova Iorque: Random House, 1966.
- Hazor (palestras Schweich em 1970)
- As Cavernas de Bar Kochba. (Hebraico). Maariv, 1971
- Bar-Kokhba: A redescoberta do lendário herói da Segunda Revolta Judaica contra Roma. Nova Iorque: Random House, 1971
- O Pergaminho do Templo; publicado postumamente em Londres, Weidenfeld & Nicolson, 1985

Yadin publicou muitos artigos de pesquisa e explicações de textos antigos na editora da Universidade Hebraica (em hebraico):
- Os Filhos da Luz contra os Filhos das Trevas (das Cavernas de Qumran), 1955
- A Mensagem dos Pergaminhos, 1957
- Os Pergaminhos Ocultos, 1958
- O livro de Ben Sira, 1965
- Tefilin da cabeça das cavernas de Qumran, 1969
- O Pergaminho do Templo (das cavernas de Qumran), 1977

## Prêmios
| Nº | Prêmio                 | Ano  | Ref.   |
| -- | ---------------------- | ---- | ------ |
| 1  | Prêmio Israel          | 1956 | [ 8 ]  |
| 2  | Prêmio Rothschild      | 1963 | [ 9 ]  |
| 3  | Prêmio Percia-Schimmel | 1983 | [ 10 ] |